# Khoikhoia solata
Khoikhoia solata är en stekelart som beskrevs av Mason 1983. Khoikhoia solata ingår i släktet Khoikhoia och familjen bracksteklar. Inga underarter finns listade i Catalogue of Life.